# Philodromus alboniger
Philodromus alboniger är en spindelart som beskrevs av Lodovico di Caporiacco 1949. Philodromus alboniger ingår i släktet Philodromus och familjen snabblöparspindlar.
Artens utbredningsområde är Kenya. Inga underarter finns listade i Catalogue of Life.